# Reinado de Isabel II de España
El reinado de Isabel II es el período de la historia contemporánea de España comprendido entre la muerte de Fernando VII en 1833 y el triunfo de la Revolución de 1868, que obligó a la reina a marchar al exilio. Su reinado está dividido en dos grandes etapas: la minoría de edad (1833-1843) durante la que asumieron la regencia, primero, su madre María Cristina de Borbón-Dos Sicilias y, después, el general Baldomero Espartero; y el reinado efectivo que comienza con la declaración por las Cortes en 1843 de su mayoría de edad adelantada cuando solo tenía catorce años. A lo largo de su reinado se produjo la configuración del Estado liberal en España. 
A la muerte de Fernando VII el 29 de septiembre de 1833, su esposa, María Cristina de Borbón-Dos Sicilias asumió la regencia con el apoyo de los liberales, en nombre de su hija y futura reina, Isabel II. El conflicto con su cuñado, Carlos María Isidro de Borbón, que aspiraba al trono en virtud de una pretendida vigencia de la Ley Sálica —ya derogada por Carlos IV y el propio Fernando VII— llevaron al país a la primera guerra carlista.
Tras la breve regencia de Espartero que sucedió a la regencia de María Cristina de Borbón-Dos Sicilias, Isabel II fue proclamada mayor de edad con solo trece años por resolución de las Cortes Generales en 1843. Así comenzó el reinado efectivo de Isabel II que suele dividirse en cuatro períodos: la década moderada (1844-1854); el Bienio Progresista (1854-1856); la etapa de los gobiernos de la Unión Liberal (1856-1863) y la crisis final (1863-1868). 
El reinado de Isabel II se caracterizó por un intento modernizador de España que se vio contenido, sin embargo, por las tensiones internas de los liberales, la presión que siguieron ejerciendo los partidarios del absolutismo más o menos moderado, los gobiernos totalmente influidos por el estamento militar y el fracaso final ante las dificultades económicas y la decadencia de la Unión Liberal que llevaron a España a la experiencia del Sexenio Democrático. También influyó mucho en su reinado la personalidad de la reina Isabel sin dotes para el gobierno y presionada en todo momento por la Corte, especialmente por su propia madre, y también por los generales Narváez, Espartero y O'Donnell, lo que impidió que se consolidase el tránsito del Antiguo Régimen al Estado Liberal, por lo que España llegó al último tercio del siglo XIX en condiciones desfavorables respecto a otras potencias europeas.

## Las Regencias de María Cristina y de Espartero

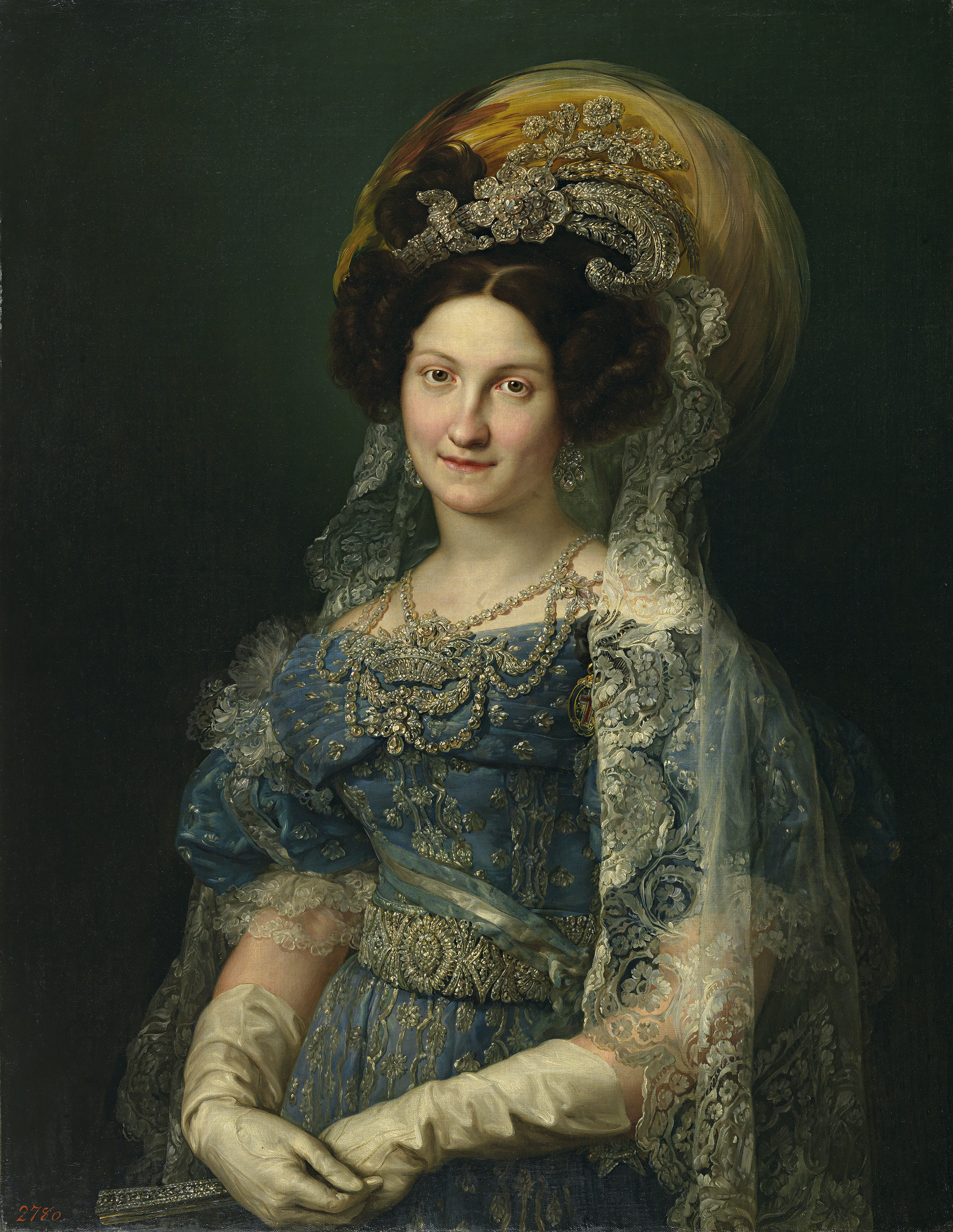
María Cristina de Borbón-Dos Sicilias.

La Regencia de María Cristina de Borbón (1833-1840) estuvo marcada por la guerra civil derivada del pleito sucesorio entre los partidarios de la futura Isabel II o "isabelinos" (o "cristinos" por el nombre de la regente) y los de Carlos María Isidro o "carlistas". Francisco Cea Bermúdez, muy próximo a las tesis absolutistas del difunto Fernando VII fue el primer presidente del Consejo de Ministros. La ausencia de conquistas liberales forzó la salida de Cea y la llegada de Martínez de la Rosa quien convenció a la Regente para promulgar el Estatuto Real de 1834, una carta otorgada que no reconocía la soberanía nacional lo que suponía un retroceso frente a la Constitución de Cádiz de 1812, concedida por Fernando VII.
El fracaso de los liberales conservadores o "moderados" llevó al poder a los liberales progresistas en el verano de 1835. La figura más destacada de este periodo fue Juan Álvarez Mendizábal, político y financiero de gran prestigio que institucionalizó las "juntas revolucionarias" que habían surgido durante las revueltas liberales del verano e inició varias reformas económicas y políticas, entre las que destaca la desamortización que lleva su nombre que puso en venta los bienes de las órdenes regulares de la Iglesia católica. Durante el segundo gobierno progresista presidido por José María Calatrava y con Mendizábal como hombre fuerte en la cartera de Hacienda, se aprobó la nueva Constitución de 1837 en un intento por conjugar el espíritu de la Constitución de Cádiz y lograr el consenso entre los dos grandes partidos liberales, moderados y progresistas.

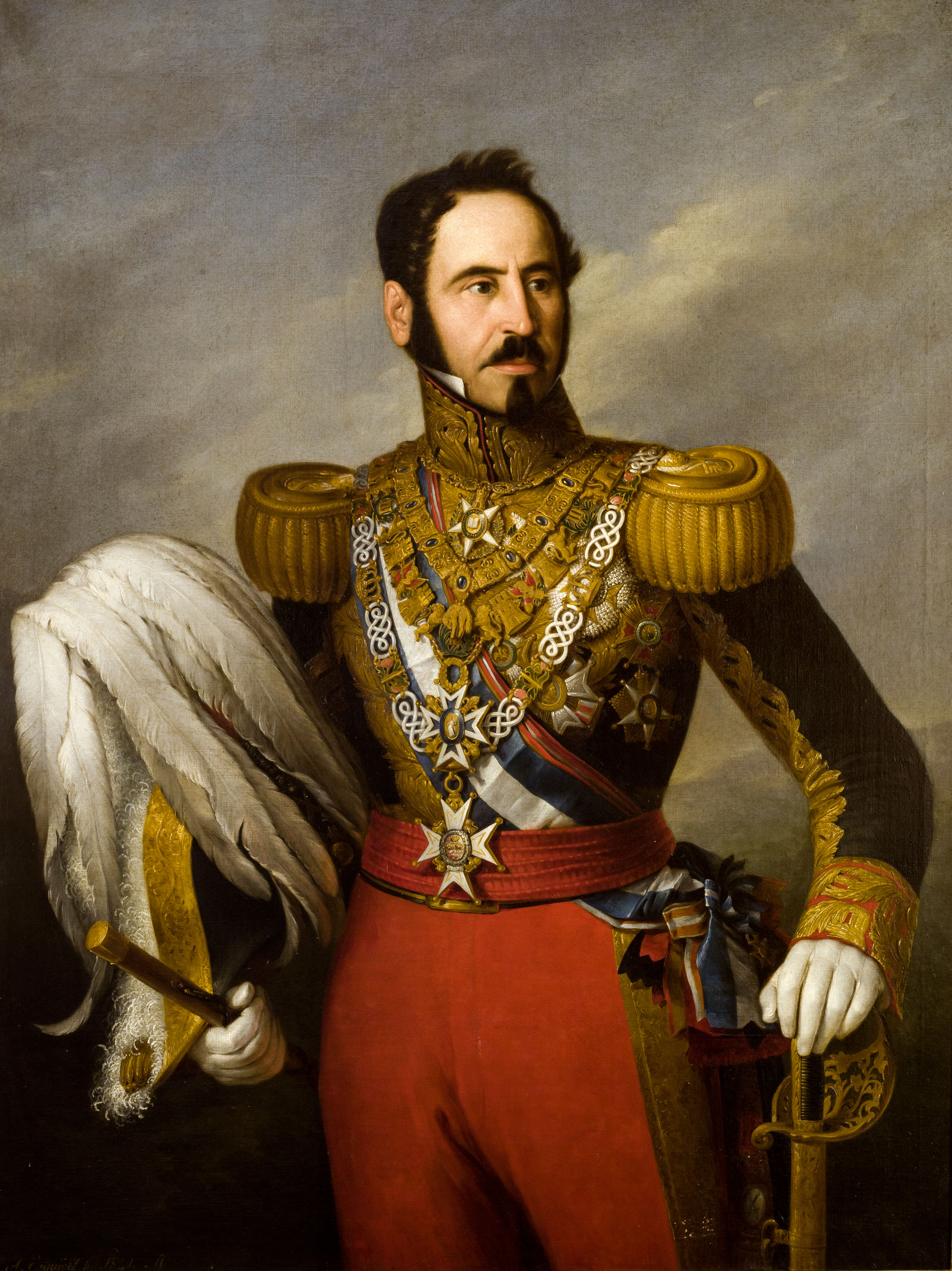
Baldomero Espartero.

La Guerra Carlista generó graves problemas económicos y políticos. La lucha contra el ejército del carlista Tomás de Zumalacárregui, alzado en armas desde 1833, obligó a la regente a depositar buena parte de su confianza en los militares cristinos que alcanzaron gran renombre entre la población. De ellos destacó el general Espartero quien fue el encargado de certificar la victoria final en el Convenio de Oñate, más conocido como el Abrazo de Vergara.
En 1840, María Cristina, consciente de su debilidad, trató de llegar a un acuerdo con Espartero, pero este se puso del lado de los progresistas cuando el 1 de septiembre estalló la "revolución de 1840" en Madrid. Entonces María Cristina se vio obligada a abandonar España y dejar la Regencia en manos de Espartero el 12 de octubre de 1840.
Durante la Regencia de Espartero (1841-43) el general no supo rodearse del espíritu liberal que le había llevado al poder, y prefirió confiar los asuntos más importantes y trascendentales a los militares afines, llamados ayacuchos por la falsa creencia en que Espartero había estado en la batalla de Ayacucho. De hecho, el general Espartero fue acusado de ejercer la regencia en forma de dictadura. 
Por su parte, los conservadores representados por Leopoldo O'Donnell y Narváez no cesaron en sus pronunciamientos. En 1843 el deterioro político se acentuó y hasta los liberales que le habían apoyado tres años antes, conspiraban contra él. El 11 de junio de 1843 la sublevación de los moderados fue también arropada por los hombres de la confianza de Espartero como Joaquín María López y Salustiano Olózaga, lo que obligó al general a abandonar el poder y marchar al exilio en Londres.

## El reinado efectivo de Isabel II

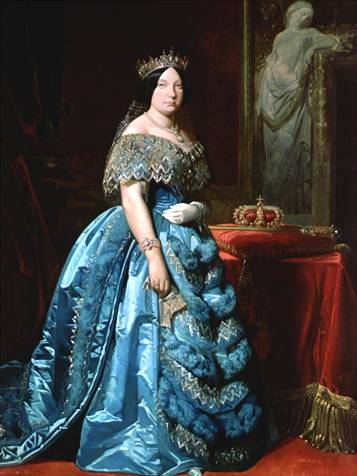
Isabel II.

Con la caída de Espartero, el conjunto de la clase política y militar llegó al convencimiento de que no debía instarse una nueva Regencia, sino reconocer la mayoría de edad de la reina, a pesar de que Isabel tan solo contaba con doce años. Así fue como comenzó el reinado efectivo de Isabel II (1843-1868) que fue un periodo complejo, no exento de altibajos, que marcaron el resto de la situación política del siglo XIX y parte del siglo XX en España. 

### La proclamación de la mayoría de edad de Isabel II y el "incidente Olózaga"
El exilio del regente el general Baldomero Espartero produjo un vacío político. El progresista "radical" Joaquín María López fue restituido por las Cortes en el puesto de jefe de Gobierno el 23 de julio y para acabar con el Senado donde los "esparteristas" tenían la mayoría lo disolvió y convocó elecciones para renovarlo totalmente -lo que violaba el artículo 19 de la Constitución de 1837 que solo permitía hacerlo por tercios-. Asimismo nombró el Ayuntamiento y la Diputación de Madrid -lo que también suponía violar la Constitución- para evitar que en unas elecciones los "esparteristas" pudieran copar ambas instituciones. López lo justificó así: «cuando se pelea por la existencia, el principio de conservación es el que descuella sobre todos: se hace lo que con el enfermo a quien se amputa para que viva».
En septiembre de 1843 se celebraron elecciones a Cortes en las que progresistas y moderados se presentaron en coalición en lo que se llamó "partido parlamentario", pero los moderados obtuvieron más escaños que los progresistas, que además seguían divididos entre "templados" y "radicales" por lo que carecían de un único liderazgo. Las Cortes aprobaron que Isabel II sería proclamada mayor de edad anticipadamente en cuanto cumpliera al mes siguiente los 13 años de edad. El 10 de noviembre de 1843 juró la Constitución de 1837 y a continuación, siguiendo los usos parlamentarios, el gobierno de José María López dimitió. El encargo de formar gobierno lo recibió Salustiano de Olózaga, el líder del sector "templado" del progresismo. Este fue escogido por la reina porque había pactado con María Cristina su regreso del exilio.

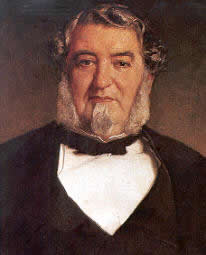
Retrato de Salustiano de Olózaga, óleo de Antonio Gisbert Pérez en 1872, Congreso de los Diputados.

El primer revés que sufrió el nuevo gobierno fue que su candidato a presidir el Congreso de Diputados, el anterior primer ministro Joaquín María López, fue derrotado por el candidato del Partido Moderado Pedro José Pidal, que no solo recibió los votos de su partido sino los del sector "radical" de los progresistas encabezado en aquel momento por Pascual Madoz y Fermín Caballero, a los que se sumó el "templado" Manuel Cortina. Cuando se presentó la segunda dificultad, sacar adelante la Ley de Ayuntamientos, Olózaga recurrió a la reina para que disolviera las Cortes y convocara nuevas elecciones que le proporcionaran una Cámara adicta, en lugar de presentar la dimisión al haber perdido la confianza de las Cortes. Fue entonces cuando se produjo el "incidente Olózaga" que conmocionó la vida política ya que el presidente del gobierno fue acusado por los moderados de haber forzado a la reina a firmar los decretos de disolución y convocatoria de Cortes. Olózaga a pesar de proclamar su inocencia no tuvo más remedio que dimitir y el nuevo presidente fue el moderado Luis González Bravo que convocó elecciones para enero de 1844 con el acuerdo de los progresistas, a pesar de que el gobierno nada más llegar al poder había vuelto a poner en vigor la Ley de Ayuntamientos de 1840 -que había dado lugar a la progresista "revolución de 1840" que terminó con la regencia de María Cristina de Borbón y la asunción de la misma por el general Espartero-.
En cuanto al "incidente Olózaga", el nuevo presidente del Consejo de Ministros González Bravo, que había accedido al cargo el 1 de diciembre, propuso discutirlo en la Cámara. Durante las sesiones, Olózaga evidenció la falsedad de las acusaciones, pero la mayoría parlamentaria de la que disponían los moderados tras las elecciones le permitió ganar la votación y Olózaga marchó a Inglaterra, no tanto por un destierro que no había sido dictado, sino por temor a su propia vida que estaba amenazada en Madrid. En algunos puntos de la geografía nacional se veía con recelo la dirección política que adquiría el reino, por lo que se produjeron algunas rebeliones, como la Rebelión de Boné liderada por Pantaleón Boné, el cual se apoderó de la ciudad de Alicante durante más de 40 días con la intención de extender su revolución a otras ciudades.
González Bravo llevó a cabo una especie de "dictadura civil", que duraría 6 meses, y durante la cual restaura la Ley de Ayuntamientos para acabar con las Juntas, y acaba con la Milicia Nacional creando el cuerpo de la Guardia Civil. 
Las elecciones de enero de 1844 fueron ganadas por los moderados, lo que provocó levantamientos progresistas en varias provincias en febrero y marzo que denunciaban la "influencia" del gobierno en el resultado de las mismas. Así los líderes progresistas Cortina, Madoz y Caballero fueron encarcelados durante seis meses -Olózaga no fue detenido porque se encontraba en Lisboa y Joaquín María López permaneció escondido hasta que sus compañeros salieron de prisión-. En mayo el general Ramón María Narváez, el auténtico líder del Partido Moderado, asumió la presidencia del gobierno, inaugurando la llamada Década moderada (1844-1854).

### La década moderada (1844-1854)

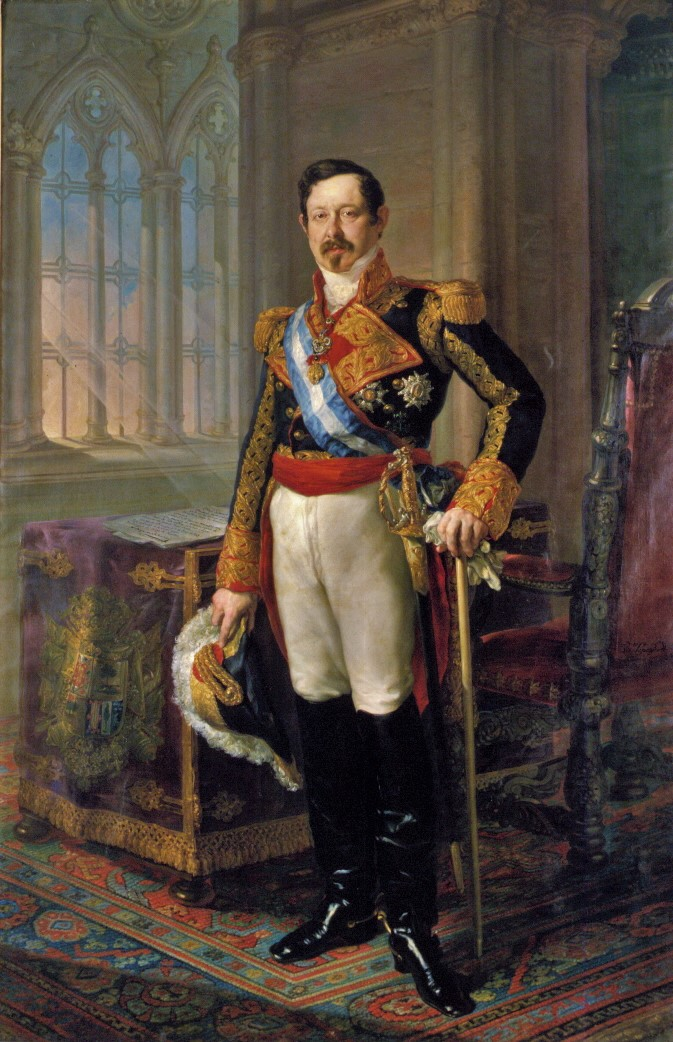
Ramón María Narváez.

Tras la caída de Espartero y la proclamación de la mayoría de edad de Isabel, se inicia una serie de gobiernos moderados que son apoyados por la Corona. La primera medida de los moderados en el poder es evitar alzamientos progresistas, para lo que desarman a la Milicia Nacional y restablecen la Ley de Ayuntamientos para controlar mejor los gobiernos locales desde el Gobierno Central, lo que evita la creación de Juntas. Cuando comienza su reinado, la reina solo tiene trece años y ninguna experiencia de gobierno, por lo que está muy influida por las personas que la rodean. 
En la primavera de 1844 se considera pacificado el país, con lo cual se acaba la dictadura civil de González Bravo y se convocan nuevas elecciones en las que gana Narváez. Esto supone una situación complicada para él, porque no había demostrado grandes dotes políticas. Lleva un gobierno muy autoritario, tratando a los ministros como subordinados suyos del ejército. Narváez da un paso adelante en las reformas políticas, llegando a la construcción de un Estado centralizado y a la reforma fiscal. En su equipo ministerial destacan Alejandro Mon, ministro de Hacienda, encargado de la reforma fiscal; Pedro José Pidal, ministro de Gobernación y encargado de crear el Estado centralizado y el concordato con la Iglesia en 1851; y Francisco Martínez de la Rosa, ministro de Estado y creador de la política del justo medio. 
Con la presidencia del líder del Partido Moderado, el general Narváez, que asumió el cargo el 4 de mayo de 1844, se inicia la Década Moderada, así llamada porque durante esos diez años el Partido Moderado detentó en exclusiva el poder gracias al apoyo de la Corona, sin que los progresistas tuvieran la más mínima oportunidad para acceder al gobierno. 

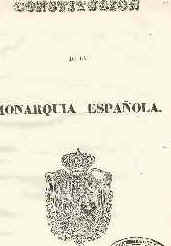
Constitución de 1845.

Afianzado en el gobierno el partido moderado, se llega a 1845, año crucial para el liberalismo español, pues se plantea una encrucijada en la que el partido moderado hace balance de los logros y fracasos desde la Revolución Liberal. Según el gobierno, es momento de ver qué se puede mantener y qué hay que cambiar. Según Narváez, si en 1845 se cierra el ciclo revolucionario, habría que dar respuesta a varios problemas como los carlistas, descontentos por el incumplimiento del acuerdo con Espartero; la situación de la Iglesia, que ha perdido gran parte de su patrimonio y sobre todo su influencia; y problemas políticos, denominados "inestabilidad constitucional", porque se han elaborado dos constituciones en menos de cinco años. La solución que encuentran los moderados es redactar una nueva constitución, la de 1845. 
Se presentan varios proyectos de nueva Constitución, entre los que se encuentra el del Marqués de Maluma que sigue la línea de una carta otorgada que da todo el poder a la Corona, así que es rechazada frontalmente. Los progresistas no pueden hacer oposición a Narváez, porque no tienen presencia en las Cortes, así que se instaura el modelo liberal doctrinario; que establecería una monarquía constitucional con soberanía compartida entre la Corona y las Cortes. 
En cuanto a la declaración de derechos, la Constitución de 1845 destaca por sus leyes sobre imprenta y religión. No hay censura previa para imprimir, pero se crean unos tribunales especiales para juzgar los delitos de injuria contra el gobierno o la Corona. Con respecto a la religión se rechaza la libertad de culto de 1837, aunque no se llega a la intolerancia de la Constitución de Cádiz de 1812. En 1845 España se convierte en un Estado confesional y se restablece la subvención de culto y clero, y además se favorece la presencia de la Iglesia en la enseñanza, algo que sirve de primer paso entre Iglesia y Estado para su reconciliación, que llegará en el 1851 con el Concordato. 

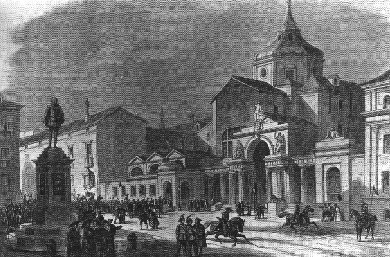
Grabado del Palacio de las Cortes en 1843

Respecto a la organización de los poderes del Estado, la Constitución de 1845 establece un modelo bicameral, Senado y Congreso, renovado cada cinco años y cuyos representantes son elegidos mediante la Ley de distritos uninominales (en cada distrito solo hay un ganador) para lograr mayorías parlamentarias muy estables. Además se establecen las rentas para poder ser elegido (12 000 reales) y para poder votar (400 reales). En 1846 solo vota el 0,8 % de la población, casi 100 000 personas.
Durante este periodo de completo dominio moderado, estos tratan de dar un vuelco a los avances liberales de las etapas anteriores, imponiendo una nueva ley municipal (8 de enero de 1845) con sufragio directo censitario, reforzando el centralismo y aprobando una nueva constitución, la de 1845 que regresó al modelo de soberanía compartida entre el Rey y las Cortes y reforzó los poderes de la Corona. En el plano legislativo, se aprobaron diversas leyes orgánicas que acentuaron la centralización de la administración pública mediante el control del poder político de los ayuntamientos y las universidades, en un claro intento de limitar sus poderes ya que estaban muy influidas por los liberales.
Pronto surgió la división del Partido Moderado lo que coadyuvó a la inestabilidad política que se manifestó en los continuos cambios en la presidencia del gobierno, que comenzaron con el cese de Narváez el 11 de febrero de 1846, asociado al conflictivo matrimonio que se pactó para la reina. En efecto, esta se casará en dicho año con Francisco de Asís de Borbón, primo suyo, el 10 de octubre. Antes, la madre de la reina, la exregente María Cristina había urdido un plan matrimonial para casar a su hija con el heredero de la Corona francesa. Tales propósitos levantaron las suspicacias de Inglaterra que a toda costa quería que se respetase el Tratado de Utrecht y evitar que las dos naciones estuvieran unidas bajo un solo rey. Tras los Acuerdos de Europa se limitó el número de candidatos para Isabel a poco más de seis, entre lo que finalmente se eligió a Francisco de Asís.
El gobierno de Francisco Javier de Istúriz consiguió mantenerse hasta el 28 de enero de 1847, cuando un pulso por el control de las Cortes con Mendizábal y Olózaga, de retorno ya del destierro tras la personal autorización de la reina, le obligó a dimitir. De enero a octubre de ese año se sucedieron tres gobiernos sin rumbo mientras los carlistas seguían creando problemas, al tiempo que algunos emigrados liberales volvían del exilio.
El 4 de octubre fue nombrado de nuevo presidente Narváez, quien designó como mano derecha y ministro de Fomento al conservador Bravo Murillo. El nuevo gobierno fue en principio estable hasta que la Revolución de 1848 que recorría toda Europa, protagonizada por el movimiento obrero y la burguesía más liberal, provocó insurrecciones en el interior de España, duramente reprimidas; además se produjo la ruptura de relaciones diplomáticas con Gran Bretaña al considerarla partícipe e instigadora de los movimientos carlistas en la denominada Guerra de los Matiners. Narváez actuó como un auténtico dictador enfrentándose a la reina, al rey consorte, a los liberales y a los absolutistas. La situación de enfrentamiento duró hasta el 10 de enero de 1851 cuando se vio obligado a dimitir para ser sustituido por Bravo Murillo.
Ya en el poder, Bravo Murillo trató de apaciguar el enfrentamiento con la Santa Sede como consecuencia de los procesos de desamortización llevados a cabo por Mendizábal en el periodo anterior mediante la firma de un Concordato en 1851 con el papa Pío IX, el segundo de la historia de España que, en síntesis, venía a establecer una política de protección de los bienes de la Iglesia católica ante posibles nuevos procesos de desamortización de los mismos, especialmente los civiles; se frenó la venta de los que todavía estaban en poder del Estado y la Iglesia obtuvo compensaciones económicas. En su artículo primero el Concordato establecía:

La religión católica, apostólica, romana, que con exclusión de cualquier otro culto continúa siendo la única de la nación española, se conservará siempre en los dominios de S. M. Católica con todos los derechos y prerrogativas de que debe gozar según la ley de Dios y lo dispuesto por los sagrados cánones (...)

En diciembre de 1851 se lleva a cabo en Francia el golpe de Estado de Luis Bonaparte, Napoleón III. Esto repercute en España, donde Bravo Murillo suspendió las Cortes y las clausuró un año. Con las Cortes cerradas, gobernó mediante decretos e intentó implantar un sistema político que otorgase más derechos a la Corona. Esta reforma causa una reacción política, en mayo de 1852 se redacta un escrito a la reina para que reabra las Cortes. En diciembre de 1852, se reabren y además se nombra a un nuevo presidente: Francisco Martínez de la Rosa. Bravo Murillo, todavía presidente, está en contra, así que disuelve las Cortes y redacta un proyecto constitucional en 1852, de corte absolutista para eliminar el carácter liberal que a su juicio tenía la Constitución de 1845, pero es impopular y rechazado. También publica nuevas leyes orgánicas para regular el funcionamiento de las futuras Cortes. Bravo Murillo fracasa, es obligado a dimitir, aunque una de sus reformas sí se convertiría en ley en 1857: la de senadores hereditarios, natos y vitalicios. 
Estos acontecimientos políticos desembocan en un conflicto armado que se funda en el apoyo que la Corona daba a una política extrema que amenazaba con volver a la situación del liberalismo de 1834. Un grupo de unos 200 senadores y congresistas intenta conseguir una solución por vía política, pero no obtienen respuesta y en febrero de 1854 se produce en Zaragoza un alzamiento que es reprimido, aunque la conspiración continúa, dirigida por narvaecistas y puritanos. El siguiente alzamiento se da en Vicálvaro, "La Vicalvarada", con O'Donnell y Dulce, que no logran mucho éxito en un principio, algo que cambia en Manzanares, donde se les une el general Serrano. Juntos protagonizan el Manifiesto de Manzanares, que provoca un gran cambio político y alzamientos en Barcelona, Valladolid y Valencia hasta que el gabinete de Gobierno dimite y se crea una Junta de Gobierno en Madrid que obliga a la reina a nombrar un nuevo Gobierno. Sorprendentemente, la reina nombra a Espartero jefe de Gobierno y no a O'Donnell, que es nombrado ministro de Guerra.

### Bienio Progresista (1854-1856)
Durante el gobierno conservador de Bravo Murillo se evidenció un alto grado de corrupción fruto de un crecimiento económico desordenado y de intrigas internas por obtener ventajas en las concesiones públicas, situación en la que estaba implicada la propia familia real al completo. Bravo Murillo, al que muchos consideraban un servidor público honrado, cesó en 1852, y le sucedieron tres gobiernos hasta julio de 1854. Mientras tanto, Leopoldo O'Donnell, antiguo colaborador de la ex Regente María Cristina, se unió a los moderados más liberales y trató de organizar una sublevación, contando con un buen número de oficiales y con algunas de las figuras que, años más tarde, fueron destacados políticos como Antonio Cánovas del Castillo. El 28 de junio O'Donnell, que se había ocultado en Madrid, se unió a diversas fuerzas y se enfrentó con las tropas leales al gobierno en Vicálvaro, en lo que se conoce como La Vicalvarada, sin que resultara un vencedor claro. A lo largo de junio y julio se unieron al alzamiento otras tropas en Barcelona. El 17 de julio, en Madrid, civiles y militares salieron a la calle en una sucesión de actos violentos, poniendo en peligro la vida misma de la madre de la reina, María Cristina, que debió buscar refugio. Las barricadas y el reparto de armas dieron la victoria a los insurrectos.
Tras algunos intentos desesperados de la reina por nombrar un presidente del Consejo que contuviera las algaradas, finalmente se rindió a la evidencia y, siguiendo el dictado de su madre, nombró a Espartero presidente. Con él se inició el llamado Bienio Progresista.
El 28 de julio de 1854 entraron en Madrid Espartero y O'Donnell aclamados por la multitud como héroes. Espartero que se vio obligado a nombrar ministro de la Guerra a O'Donnell debido a su popularidad y al control que ejercía sobre amplios sectores militares. Esta comunión entre ambos, aparentemente fieles uno al otro, no estuvo exenta de problemas. Mientras que O'Donnell trataba de contrarrestar las prácticas liberales progresistas de Espartero en cuanto a su posición sobre la Iglesia y la desamortización, el antiguo regente buscaba un camino hacia el liberalismo en España muy influido por su propia personalidad y los cambios que se operaban en Europa.
Así pues, el bienio será un periodo marcado por la coalición entre el sector de lo moderados menos "conservador" y progresistas en el que se reinstauran leyes progresistas como la de ayuntamientos, la Milicia y se redacta una nueva constitución que no llega a ser promulgada. La obra legislativa principal del Bienio son las reformas económicas, destinadas a consolidar a la clase media. Entre las medidas económicas están la desamortización de Madoz y la ley de ferrocarriles. 
La nueva desamortización afecta a los bienes de los ayuntamientos y en menor medida a la Iglesia, a órdenes militares y a algunas instituciones benéficas. El número de bienes nacionalizados es mucho mayor al de 1837. Los objetivos son sanear la hacienda y pagar las obras de construcción del ferrocarril. Esta desamortización tiene graves consecuencias: para los ayuntamientos, perder tierras supone perder uno de los principales medios de financiación.
La Ley de ferrocarriles se publica en 1855 para regular la construcción de la red ferroviaria, así como para buscar inversores para su desarrollo. En España no había grandes inversores, así que el capital es extranjero. Además, la infraestructura y los trenes eran ingleses, lo que no favorece a la siderurgia española. Además el ancho de vía era distinto al europeo. Así que el ferrocarril no llegará a ser el negocio que se esperaba. 
Por otro lado aumenta la conflictividad social, como en el alzamientos en Barcelona en contra del reclutamiento forzoso, de los bajos salarios y de las largas jornadas laborales. El gobierno reacciona introduciendo algunas mejoras laborales y el derecho de asociación. La crisis definitiva llega en 1856, con numerosos alzamientos que obligan a Espartero a dimitir. La reina nombra a O'Donnell como jefe de Gobierno.
La experiencia del bienio terminó cuando se consumó la ruptura entre los dos "espadones", los generales Espartero y O'Donnell. Este último había ido pergeñando la Unión Liberal mientras convivía con Espartero en el Gobierno. Las propias elecciones a Cortes Constituyentes de 1854 dieron un mayor número de escaños a los partidarios del primero que del segundo. Así las cosas no es de extrañar que los intentos de convivencia naufragasen al tiempo de la desamortización de Madoz y la cuestión religiosa, al presentarse ante las Cortes un proyecto que declaraba que nadie podía ser molestado por sus creencias. La propuesta fue aprobada y se rompieron las relaciones con la Santa Sede, decayendo el Concordato de 1851. Pero O'Donnell no estaba dispuesto a que esta situación se perpetuase. Espartero, consciente de la situación, activó sus resortes en defensa del liberalismo movilizando a la Milicia Nacional y a la prensa en contra de los ministros moderados, pero la reina prefirió conceder la jefatura del Gobierno a O'Donnell ante una situación tan inestable, a la que se sumaban las sublevaciones carlistas en Valencia y una grave situación económica. Ambos bandos se enfrentaron en acciones militares en las calles los días 14 y 15 de julio de 1856, donde Espartero prefirió retirarse.

### El "bienio moderado" y los gobiernos de la Unión Liberal (1856-1863)

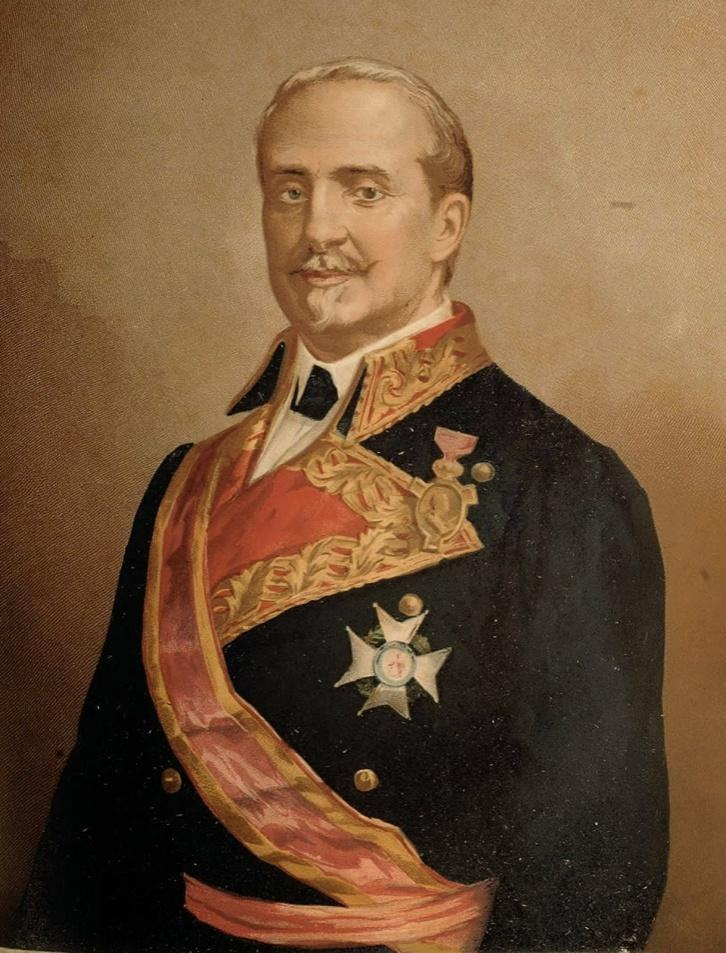
El General O'Donnell protagonizó la Vicalvarada que dio inicio al Bienio Progresista y fue el artífice de los gobiernos de la Unión Liberal.

Una vez nombrado Presidente del Consejo de Ministros, O'Donnell restauró la Constitución de 1845 con un Acta Adicional con la que trató de atraerse a sectores liberales. Las luchas entre las distintas facciones moderadas y liberales, y entre ellas mismas, continuaron a pesar de todo. Tras los sucesos de julio, la debilidad de O'Donnell llevó a la reina a cambiar de nuevo de Gobierno con Narváez el 12 de octubre de 1856. La inestabilidad se mantiene y la reina ofrece la presidencia a Bravo Murillo, que al rechazarla, asume el cargo el general Francisco Armero, durando menos de tres meses. El 14 de enero de 1858 le sucede en el cargo Francisco Javier Istúriz. 
Con el regreso de O'Donnell se iniciaría la larga andadura de los gobiernos de la Unión Liberal. El 30 de junio de 1858, O'Donnell formó gobierno, en el que se reservó el Ministerio de la Guerra. El gabinete duró cuatro años y medio, hasta el 17 de enero de 1863, y fue el gobierno más estable del periodo. Aunque con cambios puntuales, no contó con más de una docena de ministros. Las personas claves del nuevo ejecutivo fueron el ministro de Hacienda, Pedro Salaverría, encargado de mantener la recuperación económica, y el de Gobernación, José de Posada Herrera, que controló desde el poder con maestría y habilidad las listas electorales y cualquier salida de tono de los miembros del nuevo partido: la Unión Liberal.
Se restableció nuevamente la Constitución de 1845 y las elecciones a Cortes del 20 de septiembre de 1858 otorgaron a la Unión Liberal un absoluto control del poder legislativo. Las más destacadas actuaciones fueron las grandes inversiones en obras públicas, con la aprobación incluso de créditos extraordinarios, que permitieron el desarrollo del ferrocarril y la mejora del ejército; se continuó con la política desamortizadora, si bien el Estado entregó a cambio deuda pública a la Iglesia y repuso el Concordato de 1851; se aprobaron distintas leyes que serían claves posteriormente y cuya vigencia alcanzó el siglo XX: Ley Hipotecaria (1861), reforma administrativa interna de la Administración Central y de los municipios y primer Plan de Carreteras. En su contra, el Gobierno no consiguió desterrar la corrupción política y económica que alcanzaba a todos los estamentos del poder, no aprobó la anunciada ley de prensa y, a partir de 1861, vio decaer los apoyos parlamentarios.
Alzamientos carlistas y campesinos
En 1860 se produjo el desembarco carlista de San Carlos de la Rápita, dirigido por el pretendiente al trono Carlos Luis de Borbón y Braganza en un intento por desembarcar desde Baleares cerca de Tarragona el equivalente a un regimiento de fieles para iniciar una nueva guerra carlista y que acabó en un estrepitoso fracaso. Igualmente se produjo la sublevación campesina de Loja dirigida por el veterinario Rafael Pérez del Álamo, y que fue el primer gran movimiento campesino en defensa de la tierra y el trabajo, reprimido y aplastado en poco tiempo con varias condenas a muerte.
Política exterior
En política exterior, durante los gobiernos de la Unión Liberal se produjeron las acciones llamadas "de prestigio" o de "exaltación patriótica" que tuvieron un amplio apoyo popular como la Expedición franco-española a Cochinchina desde 1857 a 1862; la participación en la Guerra de Crimea; la guerra de África de 1859, en la que O'Donnell obtuvo un gran apoyo popular y un gran prestigio al consolidar las posiciones de Ceuta y Melilla, pero no pudiendo obtener Tánger por las presiones inglesas; la expedición anglo-franco-española en México; la anexión de Santo Domingo en 1861 y la cuestionada, por innecesaria, primera guerra del Pacífico en 1863.
Mediante estas acciones de política exterior se intenta detener el deterioro de España como potencia colonial, que se había producido tras la independencia de los países sudamericanos y la derrota en Trafalgar, al tiempo que su papel en Europa había menguado considerablemente. Mientras tanto Francia e Inglaterra habían ocupado el espacio europeo y sus respectivos imperios actuaban en América, Asia y África. 
En principio, la política exterior de la época isabelina trató de limitarse a mantener la condición de potencia de segundo orden de España, pero tal situación estuvo limitada por varios aspectos. En primer lugar, por la indefinición de la acción internacional española, incluso durante los gobiernos de la Unión Liberal; en segundo lugar, por mantener en distintos puntos del globo intereses económicos que, sin embargo, no podían ser atendidos por un ejército moderno y capaz de hacer frente a los retos que suponía desplazarse por todo el orbe; en tercer lugar, por la propia ineficacia y desconocimiento de la política internacional de la reina; y en cuarto y último lugar, por la fortaleza militar y económica de Francia y Gran Bretaña.
En cuanto al contexto europeo, el panorama europeo había cambiado. Por un lado, Gran Bretaña y Francia, lejos de enfrentarse como en el pasado, se habían aliado, ayudando a Isabel II a mantenerse en el trono. Prusia, Austria y Rusia eran partidarias de los carlistas, a quienes prestaron su apoyo más o menos veladamente. En estas circunstancias, España se integró en la Cuádruple Alianza de 1834 junto a Portugal bajo sencillas premisas: Francia y Gran Bretaña apoyaban a la monarquía isabelina siempre y cuando mantuviera una política exterior convenida con ambos, aunque cuando las dos grandes potencias sostuviesen posturas distintas, España podía defender su propia posición.
Caída del gobierno de la Unión Liberal
En 1861 la política de acoso al gobierno de O'Donnell se multiplicó por parte del Partido Moderado y del Progresista. Abandonaron la Unión Liberal por discrepancias con el gabinete personas tan influyentes como Cánovas, Antonio de los Ríos Rosas -uno de sus fundadores- y el propio general Prim entre otros. La queja más común era la traición a las ideas que habían llevado al poder al prestigioso general. A ellos se unieron miembros del ejército y la burguesía catalana. Las discrepancias del gabinete no se solventaron con la salida de Posada Herrera en enero de 1863. Así, el 2 de marzo la reina aceptó la renuncia de O'Donnell.

### Crisis final del reinado (1863-1868)
Tras el Bienio Progresista se restablecen la Constitución de 1845 y la Unión Liberal se mantiene en el poder con O'Donnell (1856-1863) Después vuelve Narváez, en un periodo tranquilo, con el establecimiento del orden del Estado centralizado y tras detener el proceso desamortizador de Madoz. La política exterior se usa para que la población no se centre en los problemas internos. España se mete en conflictos en Marruecos, Indochina y México. En 1863 vence la coalición de progresistas, demócratas y republicanos, aunque sube al poder Narváez, con un gobierno dictatorial que acaba en 1868, cuando estalla una nueva revolución, dirigida contra el gobierno y la Reina Isabel II: la Revolución Gloriosa. La sustitución de O'Donell no era fácil. Los partidos tradicionales contaban con no pocos problemas y enfrentamientos entre sus miembros. Las filas moderadas fueron las que, a través del general Fernando Fernández de Córdova, ofrecieron la posibilidad de formar gabinete. Los progresistas, con Pascual Madoz al frente, consideraban conveniente la disolución de las Cortes. Finalmente la reina confió el gobierno a Manuel Pando Fernández de Pineda, conde de Miraflores, que apenas contaba con apoyos y aunque intentó que participaran los progresistas en el juego político, éstos decidieron el retraimiento. Así, su presidencia no duró más que hasta enero de 1864. Otros siete gobiernos se sucedieron hasta la revolución de 1868, destacando entre ellos el presidido por Alejandro Mon y Menéndez el 1 de marzo de 1864, que contó con Cánovas como ministro por vez primera en Gobernación y Salaverría en Hacienda. Por su parte, los progresistas daban por superado a Espartero, y Olózaga junto a Prim fueron configurando una alternativa que no confiaba en la capacidad de Isabel II para salir de la crisis permanente.
Narváez formó gobierno el 16 de septiembre de 1864 con la intención de aglutinar fuerzas y recoger un espíritu unionista que permitiera la integración de los progresistas en la política activa, temeroso de que el cuestionamiento del reinado fuera más allá. La negativa progresista a participar en un sistema que consideraban corrupto y caduco llevó a Narváez al autoritarismo y a una cascada de dimisiones en el seno del gabinete. A todo ello se sumaron, para descrédito del gobierno, los sucesos de la Noche de San Daniel el 10 de abril de 1865. Los universitarios de la capital protestaban contra las medidas de Antonio Alcalá Galiano, que trataba de alejar el espíritu del racionalismo y el krausismo de las aulas, manteniendo la vieja doctrina de la moral oficial de la Iglesia católica, y contra la expulsión de la cátedra de Historia de Emilio Castelar por sus artículos en La Democracia, donde denunciaba la venta del Patrimonio Real con apropiación por parte de la reina del 25 % de los ingresos. La dura represión gubernamental de la protestas provocó la muerte de trece universitarios.
La crisis llevó a formar un nuevo gobierno el 21 de junio con el regreso de O'Donnell, Cánovas y Manuel Alonso Martínez en el Ministerio de Hacienda, además de otras figuras destacadas. Entre otras medidas se aprobó una nueva ley que permitió incrementar el cuerpo electoral hasta los cuatrocientos mil votantes, casi el doble del número anterior y se convocaron elecciones a Cortes. Sin embargo, antes de celebrarse éstas, los progresistas anunciaron que mantenían su retraimiento. Así las cosas, Prim se sublevó en Villarejo de Salvanés en un claro giro político que apostaba por tomar el poder mediante las armas, pero la ejecución del golpe no contó con la adecuada planificación y fracasó. De nuevo, la actitud hostil de los progresistas enervó a O'Donnell que reforzó el contenido autoritario del gobierno, lo que provocó la sublevación del Cuartel de San Gil el 22 de junio, de nuevo organizada por Prim pero que, también de nuevo, fracasó y llenó de sangre las calles con más de sesenta condenas a muerte.
O'Donnell se retiró, agotado, de la vida política y el 10 de julio le sustituyó Narváez, que condonó las penas no ejecutadas a los sublevados pero mantuvo el rigor autoritario con expulsiones de las cátedras de los republicanos y krausistas y el reforzamiento de la censura y el orden público. Con la muerte de Narváez le sucedió el 23 de abril de 1868 el autoritario Luis González Bravo pero la revolución estaba fraguada y el fin de la monarquía se acercó el 19 de septiembre con La Gloriosa al grito de "¡Abajo los Borbones! ¡Viva España con honra!" al tiempo que Isabel II marchaba al exilio para dar inicio al Sexenio Democrático.

## La construcción del Estado Liberal

### La creación del Estado centralizado
Supone la gran aportación de los moderados, sobre todo por su duración, porque está vigente hasta el Estado de las Autonomías. El Estado centralizado no forma parte de la Constitución de 1845, sino que fue creado por leyes orgánicas. El artífice es Pedro José Pidal, que importa el modelo de centralización napoleónica llevado a cabo durante el Consulado. El centralismo, según Napoleón, consistía en crear una administración controlada por agentes unipersonales. El eslabón más importante es el Gobierno central; luego los Departamentos, mandados por prefectos; y por debajo estaría el maire al frente de cada unidad territorial básica. Adaptado a España, se coloca a la reina y al jefe de Gobierno en primer lugar. En el segundo escalafón están los Gobernadores Civiles, al frente de las provincias y nombrados por el Gobierno Central; y por último los alcaldes, ayuntamientos y diputaciones y nombrados por los Gobernadores Civiles, aunque en el ciudades grandes son nombrados por el Gobierno Central. 
Dentro del Estado Centralizado español destacan las Diputaciones Provinciales, que habían tenido un gran poder político y económico pero con los moderados su poder queda reducido a órgano de consulta. El apoyo principal de cada gobernador civil es el Consejo Provincial, nombrado desde Madrid y que actúa como Tribunal de lo contencioso y administrativo, es el mediador entre ciudadanos y Administración. Dentro de los ayuntamientos, todos los concejales son elegidos por sufragio censitario y deben ser aceptados por el alcalde y el gobernador civil. El alcalde debe mantener el orden público, adaptándose a lo que designe el gobierno central, que, en algunos casos, se reserva el derecho de nombrar un corregidor en lugar de un alcalde, dado que el alcalde pasaba por elecciones y el corregidor era elegido a dedo. 

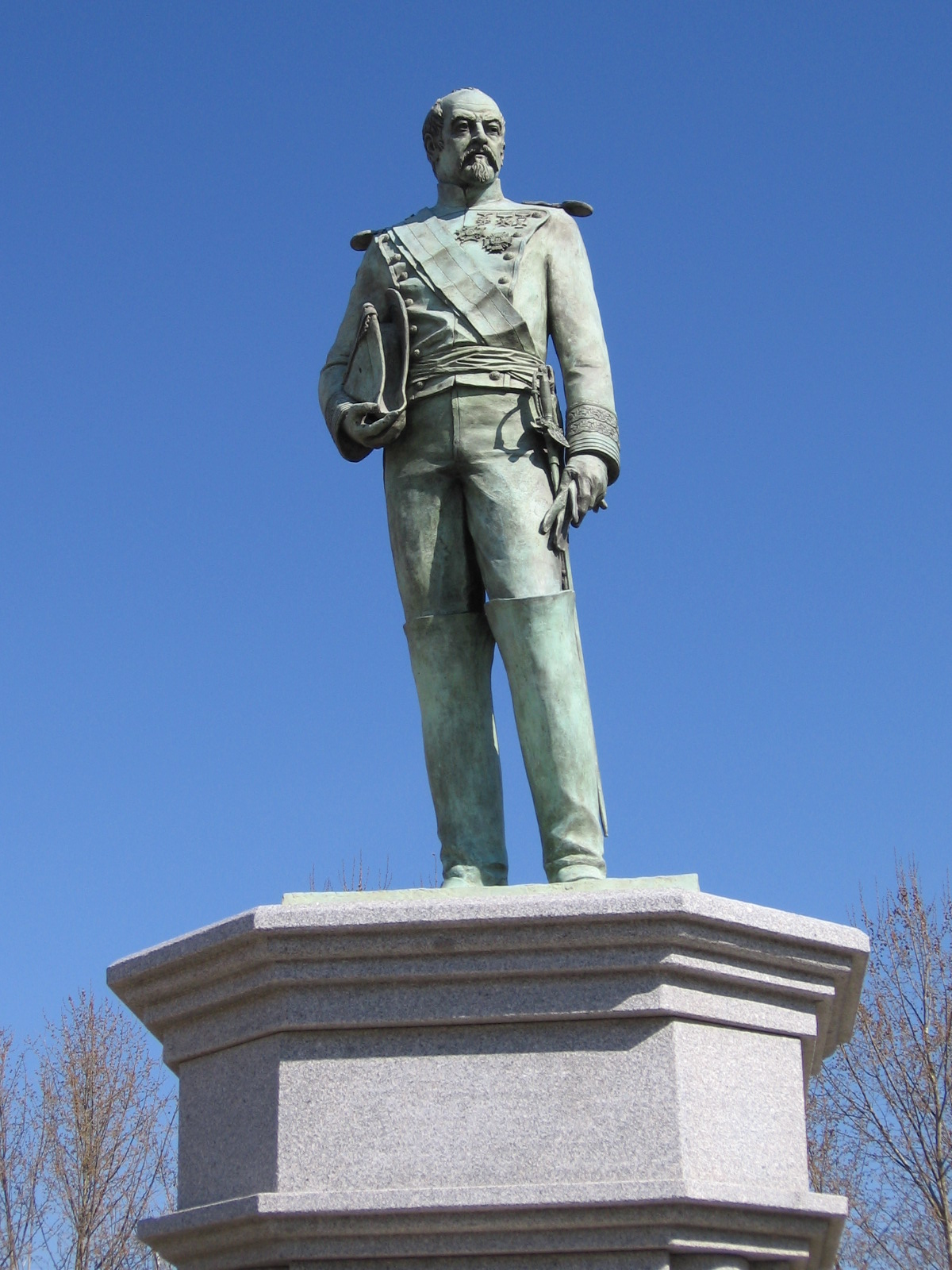
Estatua del Duque de Ahumada en Valdemoro.

Uno de los problemas principales para Pidal es la cuestión foral. Los moderados respetan los fueros de País Vasco y Navarra, por miedo a un alzamiento carlista, pero estas provincias pierden un gran número de prerrogativas legislativas y judiciales que antes controlaban. Hay más medidas centralizadoras, como el Sistema de Instrucción Pública, dado que las competencias educativas, antes en manos de ayuntamientos y diputaciones, pasan a manos del Gobierno Central, que establece planes de estudio y niveles educativos. También se establece el sistema métrico decimal, para que solo haya un tipo de medidas. Por último, en cuanto al orden público, el Estado Centralizado cuenta con la Guardia Civil, que sustituye a la Milicia Nacional, pues se considera que la Milicia no conserva el orden, ayuda a los progresistas a llegar al poder y no actúa en el mundo rural, donde hay un gran número de problemas, como el bandolerismo. 
El primer decreto fundacional de la Guardia Civil es el de González Bravo en 1844, que tiene la idea de establecer en España un modelo semejante a la gendarmería francesa. Sin embargo, la idea de González Bravo es transformada por Narváez en un nuevo decreto, llamado el contradecreto, firmado por el duque de Ahumada. Según este decreto la Guardia Civil tiene una doble naturaleza. Dependería del Ministerio de Gobernación y de los alcaldes por su servicio civil. Presenta una disciplina militar en su organización interna, con lo cual dependería del Ministerio de Guerra. Al frente de la Guardia Civil se sitúa la Inspección General, dirigida por el director general de la Guardia Civil. Tradicionalmente este es un militar de alto rango en la reserva, aunque después llegarían algunos civiles. La Guardia Civil goza de gran autonomía por estar entre dos ministerios.

### Los partidos dinásticos
Los dos grandes partidos dinásticos del reinado efectivo de Isabel II fueron:
- Partido moderado, cuya composición social es bastante heterogénea, podemos encontrar terratenientes, comerciantes ricos, intelectuales conservadores, restos de la antigua nobleza, alto clero y algunos mandos militares. Defiende los principios de la propiedad privada; soberanía compartida entre Cortes y Corona; la anulación de algunos derechos y tienen la negociación de algunos derechos individuales y colectivos y la defensa de la Iglesia como elemento configurador de mentalidades. Este partido utiliza el sufragio censitario, para evitar a personas no deseadas, lo que acarrea la creación de Cortes con diputados de dudosa legitimidad.
- Partido progresista, también con una composición social heterogénea aunque en este caso predominan la pequeña y mediana burguesía. También se incluyen burgueses industriales y banqueros, clase media y artesanos y profesionales liberales como abogados y médicos. Entre sus principios están la soberanía nacional no compartida, el dominio de las Cortes, la reafirmación de los poderes locales y la reforma agraria, pasando por la nacionalización de los bienes de la Iglesia y la desvinculación de las tierras de los nobles. Además, los progresistas hacían hincapié en la modernización de las infraestructuras, lo que los hacía unos entusiastas partidarios del ferrocarril. Utilizan el sufragio censitario, aunque permiten una mayor participación que los moderados, siendo el principal mecanismo de acceso al poder el alzamiento juntista, que es de carácter violento y es provocado por civiles y militares que, en la mayor parte de los casos, obligan a la jefatura de Estado a nombrar un gobierno progresista.

Tras el bienio progresista se formó un tercer partido dinástico, la Unión Liberal, una escisión de los moderados. Unos años antes, en 1849, había nacido el Partido Demócrata, que defiende las ideas más radicales y revolucionarias, como el sufragio universal, libertades públicas e intervencionismo estatal en educación.

### El papel del Ejército
La presencia militar en la política, se afianza durante la Primera Guerra Carlista, en la cual la debilidad inicial del bando liberal hace que la regente y los liberales se apoyen en militares como Espartero. Posteriormente, el intervencionismo militar en política continúa con Narváez y O'Donnell. La presencia militar evidencia el principal problema del liberalismo: no había una burguesía fuerte que pudiera ejecutar sus ideas.

### Juntas y milicia
El movimiento juntista se utiliza como elemento de presión para llegar al poder, así que al principio las Juntas son un movimiento ciudadano pero se convierten en una herramienta política. Los progresistas utilizaron las Juntas en 1835, 1836, 1854 y 1868 y los moderados en 1843.
Respecto a la Milicia, supone una alternativa al ejército regular que tiene su origen en 1808 y puede definirse como ciudadanos en armas. Fue utilizada por la burguesía para acabar con lo que fuera en contra de sus intereses (absolutismo, feudalismo, etc.) No tiene jerarquía, todos los milicianos son iguales y son elegidos por el pueblo, siendo la máxima autoridad el alcalde de la ciudad donde se forma la Milicia.
Tanto Juntas como Milicia se consideran ideológicamente indeterminadas, son muy cambiantes y no es extraño que sus acciones se extralimiten.

### La prensa
Diarios y revistas plasman durante el siglo XIX el proceso de implantación del liberalismo en España, además de recoger las nuevas teorías políticas y el debate entre los principales partidos. El problema de la prensa es que el 85 % de la población española era analfabeta, pero aun así era el único medio de comunicación de masas. 
En la mayor parte de los casos, las publicaciones son como un panfleto y están elaboradas por intelectuales y por grupos de presión. A partir de mediados de siglo surge la prensa de partido. Por ejemplo, El Universal y El Censor eran moderados; El Espectador, monárquico y El Eco del Comercio y La Abeja, progresistas.

## La sociedad isabelina

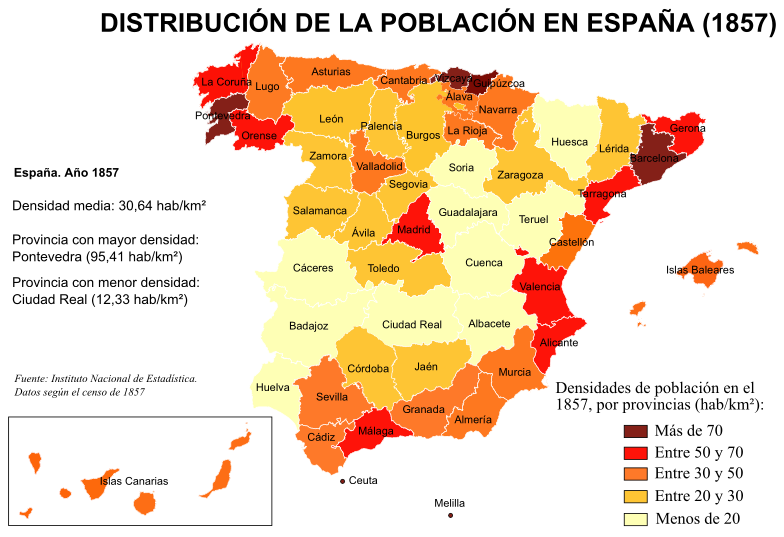
Densidades de población por provincias en el 1857

La España del reinado de Isabel II había evolucionado con respecto a la heredada de su padre, Fernando VII, especialmente en el terreno económico y en las obras públicas, así como en la estructura social. Pero estos cambios, que en Europa operaban a velocidad vertiginosa, en España fueron relativamente lentos e inconstantes. Por una parte, la población aumentó hasta que al final del reinado había pasado de 12 a 16 millones de habitantes, aunque las tasas de mortalidad seguían siendo muy altas. El hambre y el cólera (véase: Pandemias de cólera en España) hicieron estragos en todo el periodo. Las tasas de urbanización eran bajas y el nivel de instrucción solo había llegado a alfabetizar a un 20 % de la población. Por su parte, la nueva economía avanzaba muy lentamente. Mientras la revolución industrial cambiaba completamente la economía europea, en España la permanente guerra civil con los carlistas y la incapacidad de organizar un estado liberal impidió el nacimiento de un proceso real de industrialización. Solo en puntos concretos de la geografía peninsular y con escasos apoyos públicos en infraestructuras se apreciaba un cambio económico hacia el capitalismo.

### Crecimiento y desarrollo de la población
| Principales ciudades de España en 1857 | Principales ciudades de España en 1857 | Principales ciudades de España en 1857 |
| Posición                               | Ciudad                                 | Población                              |
| -------------------------------------- | -------------------------------------- | -------------------------------------- |
| 1.ª                                    | Madrid                                 | 281 170                                |
| 2.ª                                    | Barcelona                              | 183 787                                |
| 3.ª                                    | Sevilla                                | 112 529                                |
| 4.ª                                    | Valencia                               | 106 435                                |
| 5.ª                                    | Málaga                                 | 94 293                                 |
| 6.ª                                    | Murcia                                 | 89 314                                 |
| 7.ª                                    | Cádiz                                  | 70 811                                 |
| 8.ª                                    | Granada                                | 68 743                                 |
| 9.ª                                    | Zaragoza                               | 63 399                                 |
| 10.ª                                   | Cartagena                              | 59 618                                 |

En 1834, al comienzo del reinado, España contaba con aproximadamente 13 380 000 habitantes según los censos oficiales; hacia 1860 esta cifra había llegado a 15 674 000, con un crecimiento medio del 0,56 %, el más alto del siglo XIX. Las razones de este incremento demográfico se encuentran en la mejora de las condiciones sanitarias e higiénicas. Lejos de lo que pueda parecer sin embargo, la tasa de mortalidad seguía siendo muy alta -del 27 por 1000-. Por contraste, en Europa esta explosión demográfica fue mucho mayor porque se redujo drásticamente el número de defunciones.

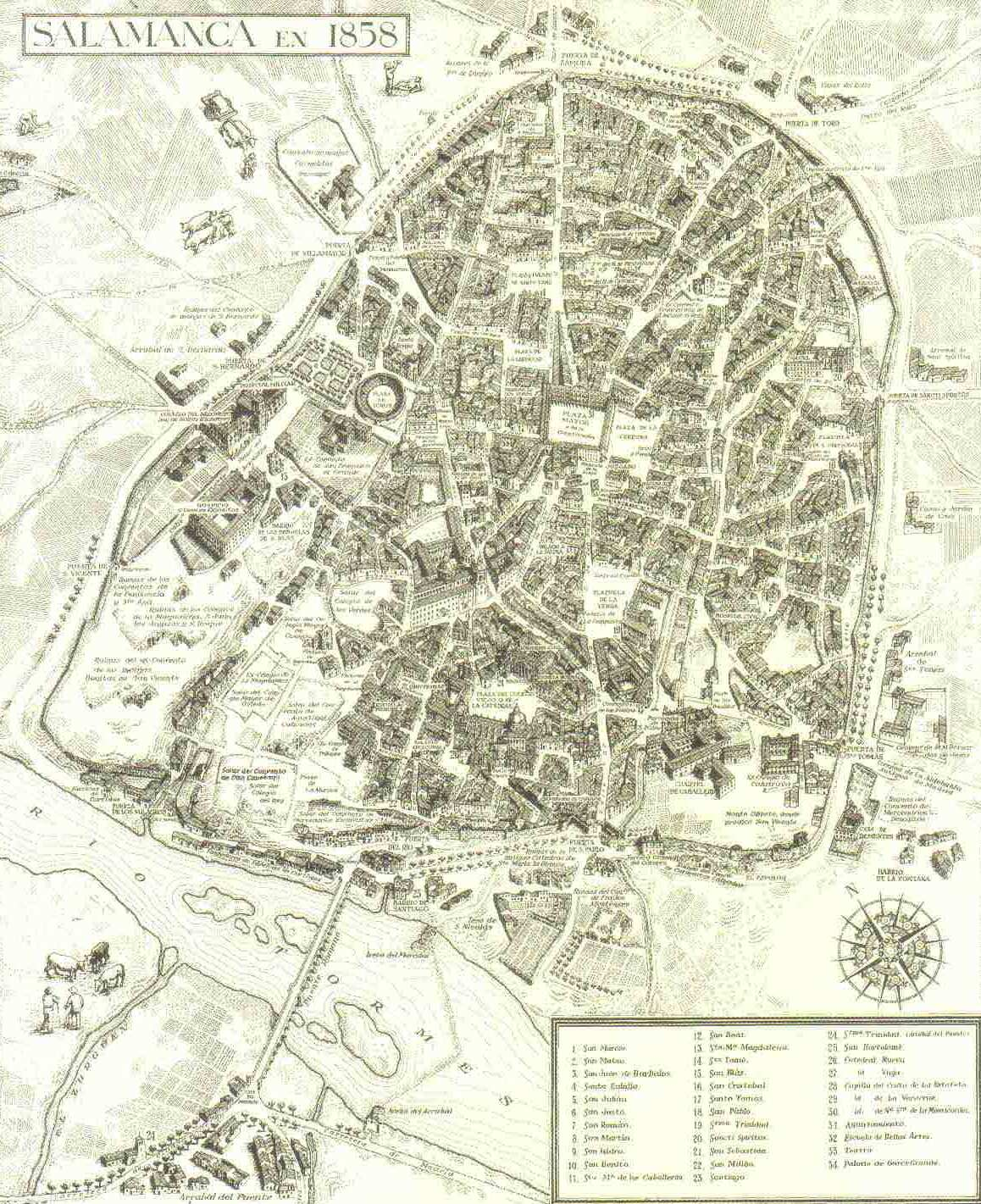
Salamanca en un plano de 1858

Las epidemias de cólera de 1834, 1855 y 1865, así como las de hambre de 1837, 1847, 1857 y 1867 (asociadas cada decenio a las pésimas cosechas) provocaron una alta mortandad que frenó el desarrollo.
Los flujos migratorios se resolvieron desde las ciudades de tipo medio que en el pasado habían florecido gracias a la actividad agrícola, hacia las más grandes, especialmente aquellas que comenzaban a despegar con la incipiente industrialización como Barcelona, Madrid, Valladolid, Bilbao, Zaragoza y Málaga, así como las mayores áreas industriales del norte como el País Vasco y Asturias. También se incrementó la emigración hacia América y Francia.

### Las clases sociales
El fin del Antiguo Régimen fue también el de los cambios en la estructura social desde la forma estamental a las clases sociales, pero España no experimentó una revolución burguesa al modelo francés, por lo que no terminó de estructurarse conforme las sociedades industriales del siglo. La nobleza y la aristocracia disminuyeron su número e influencia, aunque de manera muy lenta, adaptándose parcialmente a los nuevos tiempos. En 1836 se dictó un decreto por el que se suprimieron las vinculaciones de toda especie, dando por terminado el sistema de economía feudal, pasando al modelo capitalista. Su papel en la política fue menor que el que ejercían en la misma los militares, aunque la Corte siguió siendo inagotable fuente de recursos y títulos nobiliarios. Muchos nobles acrecentaron sus bienes con las distintas desamortizaciones -más del 80 por 100 de los bienes desamortizados pasaron a sus manos-, si bien en algunos lugares eso sirvió para convertir las tierras baldías en productivas. Lo que sí conservaron los nobles en las distintas reformas constitucionales fueron sus derechos como próceres del Reino para acceder al Senado.
La burguesía industrial española se concentró sobre todo en Madrid y Barcelona. Su número se incrementó, pero sus aportaciones al crecimiento económico y la industrialización fueron pobres en el conjunto de España, donde las grandes empresas eran claramente dependientes de la inversión extranjera, singularmente la británica. No obstante, la incipiente banca desempeñó un papel activo en el conjunto de la economía, los contratos del Estado para el desarrollo de obras públicas concentraron capitales, la conversión de terrenos desamortizados para nuevos usos agrícolas permitió en algunas zonas cierto crecimiento y modernización, las actividades de importación y exportación se incrementaron y la inversión inmobiliaria con nuevos planes de desarrollo urbano fue muy activa. Más que de una burguesía industrial, se trataba de una burguesía terrateniente que, con abundante mano de obra, se preocupó poco por la mecanización y la incorporación de moderna tecnología en las explotaciones agrarias.
Una clase social intermedia estuvo formada por los eclesiásticos, los funcionarios, los militares, los abogados y los profesores. Excepto los primeros, que vieron reducido su número a menos de la mitad -unos 63 000 en 1860-, el resto creció, especialmente los vinculados a la administración pública. Su importancia social estaba unida a las características del periodo isabelino: militares y funcionarios eran claves en el desarrollo de España.
Las denominadas "clases urbanas" estaban compuestas por artesanos, pequeños comerciantes y trabajadores. Las ciudades capitales de provincia, salvo algunas excepciones, crecieron en población, y en ello había un componente nuevo: la industrialización. La sociedad isabelina mantenía todavía un alto porcentaje de artesanos que ocupaba a cerca de 670 000 ciudadanos en todos los sectores y oficios, pero también a unos 170 000 obreros que se empleaban en las nuevas industrias. El ferrocarril alcanzó la cifra de 15 000 empleados. En total, el 24 por 100 de la población dependía de la economía emergente.
Los trabajadores del campo se clasificaban en dos tipos básicos: los jornaleros, sobre todo en la mitad sur peninsular, que permanecieron en situación de profunda miseria y a quienes la desamortización les privó, no ya de los bienes comunales que antes explotaban, sino también de la oportunidad de adquirirlos u obtener un arrendamiento ventajoso de los mismos; y los campesinos o labradores, titulares del dominio o de algún arrendamiento y cuya situación económica era mejor. Ambos grupos representaban, junto a los rentistas, pastores, ganaderos y pescadores, el 62 % de la población hacia el final del reinado.

#### Unas formaciones políticas difusas
Junto a la Unión Liberal que surgió de la mano de Leopoldo O'Donnell como formación dirigida a integrar distintos sectores en un cuadro de mando y de gobierno exclusivamente, se encuentran en esta etapa dos formaciones políticas claras: el Partido Progresista y el Partido Democrático. Una tercera formación que se viene en llamar el Partido Moderado no mantuvo una estructura clara en momento alguno. Cada formación estaba alineada con su estructura militar correspondiente.
La principal característica de las distintas formaciones fue su vinculación con el ejército y, de hecho, sus máximos líderes eran generales isabelinos. En muchas ocasiones, los pronunciamientos militares, las algaradas, las rencillas personales por motivos de ascensos, se confundían con las ideologías políticas, dando con ello lugar a un ir y venir de gobiernos y de cambios de partidos que no se superó en todo el reinado. Los moderados con Narváez, los progresistas con Espartero y O'Donnell -aunque este último crea la Unión Liberal después para dar un giro a su política y obtener el poder-; los demócratas contaron al final con el general Prim.
Los integrantes del moderantismo constituían un grupo complejo en el que se encuadraban desde liberales moderados a monárquicos absolutistas y elementos próximos al carlismo. Su representante más destacado fue Narváez y, salvo en la Década Moderada, su influencia fue decreciendo. Básicamente eran defensores de un modelo constitucional como el que fijaba el texto de 1845 donde las Cortes y la Monarquía compartían la soberanía nacional, partidarios de la confesionalidad del Estado, contrarios a las desamortizaciones y tendentes a reprimir por la fuerza cualquier síntoma de liberalismo.
El Partido Progresista tenía un corte más liberal, aunque estaba también integrado por multitud de grupúsculos de todas clases. Consideraron la Constitución de 1845 como un freno, creían en la separación entre la Iglesia y el Estado, en las reformas educativas, el proceso desamortizador y se opusieron con firmeza a los últimos años de la Unión Liberal para provocar la revolución de 1868 y destronar a la reina.
El Partido Democrático constituyó la formación más a la izquierda en el espectro político isabelino. Fue instigador de la revuelta de 1868 que dio al traste con el reinado, y estaba integrado por elementos provenientes del incipiente republicanismo, una parte de la burguesía catalana, muchos intelectuales y filósofos y el nuevo movimiento obrero.

### Una economía que evoluciona
Durante este periodo la economía española sufrió cambios significativos. A partir de 1850 se inició un proceso que aceleró la modernización, se incorporó nueva tecnología de producción, se incrementaron las explotaciones mineras, aumentaron las inversiones públicas y progresó la industrialización.
Pero estos cambios, con ser importantes, se verán circunscritos a zonas determinadas, actividades específicas o no mantendrán un continuo en el tiempo. Las razones fundamentales para que lo que en Europa es una auténtica revolución industrial sufra en España una ralentización tan significativa se explica por varios fenómenos: en primer lugar la tardanza en el establecimiento de mejoras en las comunicaciones; en segundo lugar, el alto nivel de analfabetismo que alcanzaba a más del 80 por 100 de la población; en tercer lugar la inestabilidad política y las continuas guerras civiles con los carlistas que detraen la economía; y en cuarto lugar, un bajo nivel de capitalización y cultura económica.

#### Un país agrícola
En España bajo el reinado de Isabel II el 62,5 % de la población dependía todavía de la agricultura, bien es verdad que se había avanzado respecto a la época de Carlos IV cuando esa dependencia era del 70 %.
Alrededor de 9 500 000 españoles vivían a cuenta del sector primario, centrado especialmente en los cultivos de secano -trigo y cebada-. No obstante, se iniciaron nuevos cultivos más rentables que ofrecían un mayor valor añadido como la vid -España se convertirá en primer productor mundial de vino tras la plaga de filoxera en Francia-, los cítricos y el olivo. La desamortización favoreció que algunos labradores destinasen sus esfuerzos y recursos a los regadíos de diversos territorios, aunque el efecto será más notable en el norte y levante que en el sur, salvo para algunas zonas de la cuenca del Guadalquivir.

#### La industria

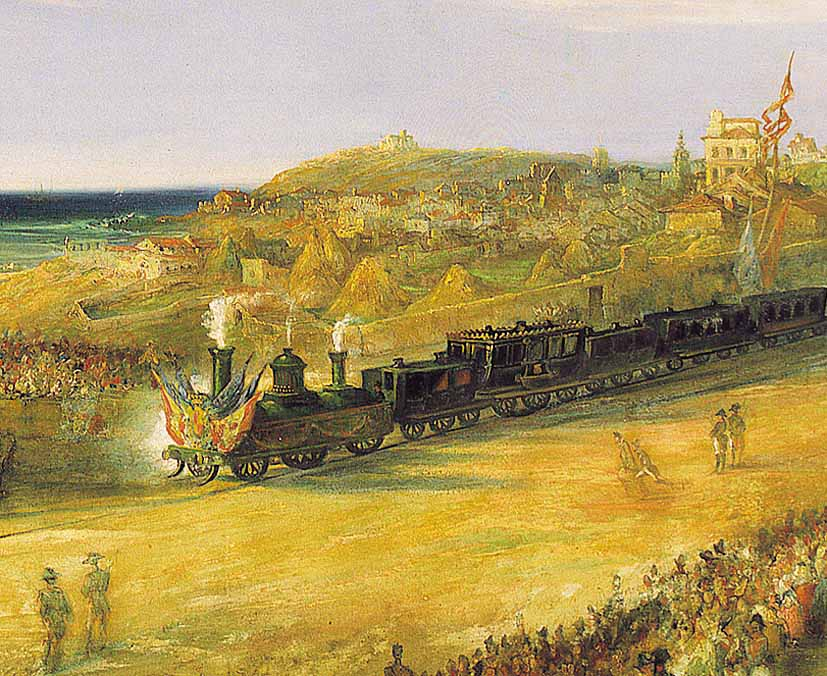
Inauguración del ferrocarril a Langreo. Cuadro de Jenaro Pérez Villamil. 1852

Hacia 1860 la siderurgia se concentrará en el sur y, más tarde, en el norte, creándose la primera empresa en Málaga. Las industrias textiles y de papel se ubicarán en Cataluña y en la actual Comunidad Valenciana. Barcelona será el primer núcleo claramente industrial en las décadas de 1850 y 1860, con un fuerte peso de la llamada regionalización inversora, esto es, de una concentración industrial marcada por el esfuerzo de la burguesía de cada territorio y que solo permanece en la zona originaria, lo que a la larga ocasionará una distancia considerable entre unas regiones y otras en su desarrollo al final del siglo XIX y en el primer tercio del siglo XX.
Instrumento singular de la industrialización fue el ferrocarril, cuyo primer Plan General fue aprobado en 1851. En 1855 se aprobará la Ley general de Caminos de Hierro. De los pocos kilómetros que existían tras la apertura de la línea Barcelona-Mataró en 1848, se pasó a tener una red de más de 5000 que irradiaba desde Madrid hacia el resto de España. El segundo elemento significativo fue la adecuación de diversas vías como carreteras, que pasaron de unos 3500 kilómetros en 1830, a cerca de 19 000 en 1865.

#### Finanzas y comercio

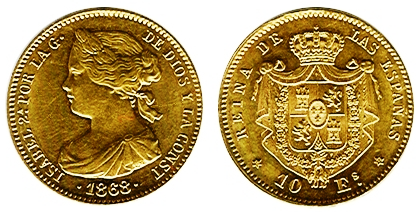
Moneda de oro de 10 escudos del reinado de Isabel II (1868).

La actividad financiera se orientó hacia una reestructuración que fusionó el Banco de Isabel II creado en 1844 -primera entidad bancaria española de crédito- con el Banco de San Fernando -banco emisor de moneda- en una sola entidad que pasó a denominarse oficialmente Banco de España en 1856. La nueva normativa financiera permitió que se creara el Banco de Barcelona como primera entidad de crédito privada en 1844.
El comercio interno se acentuó con las mejora de las comunicaciones. Las nuevas necesidades industriales favorecieron los intercambios. La importación de productos de primera necesidad -salvo el trigo que era más barato importarlo que cultivarlo- se redujo, con un crecimiento significativo de las exportaciones de bienes manufacturados y productos agrícolas o sus derivados en industrias de transformación.

### La cultura en la España de mediados del XIX
La época isabelina fue la del tránsito desde el romanticismo a nuevas formas de expresión en el arte en general y la literatura en particular. En esta destacaron cinco autores clave por encima de los demás: Gustavo Adolfo Bécquer, José Zorrilla, el costumbrista Ramón Mesonero Romanos, y dos mujeres, Rosalía de Castro y Cecilia Böhl de Faber.

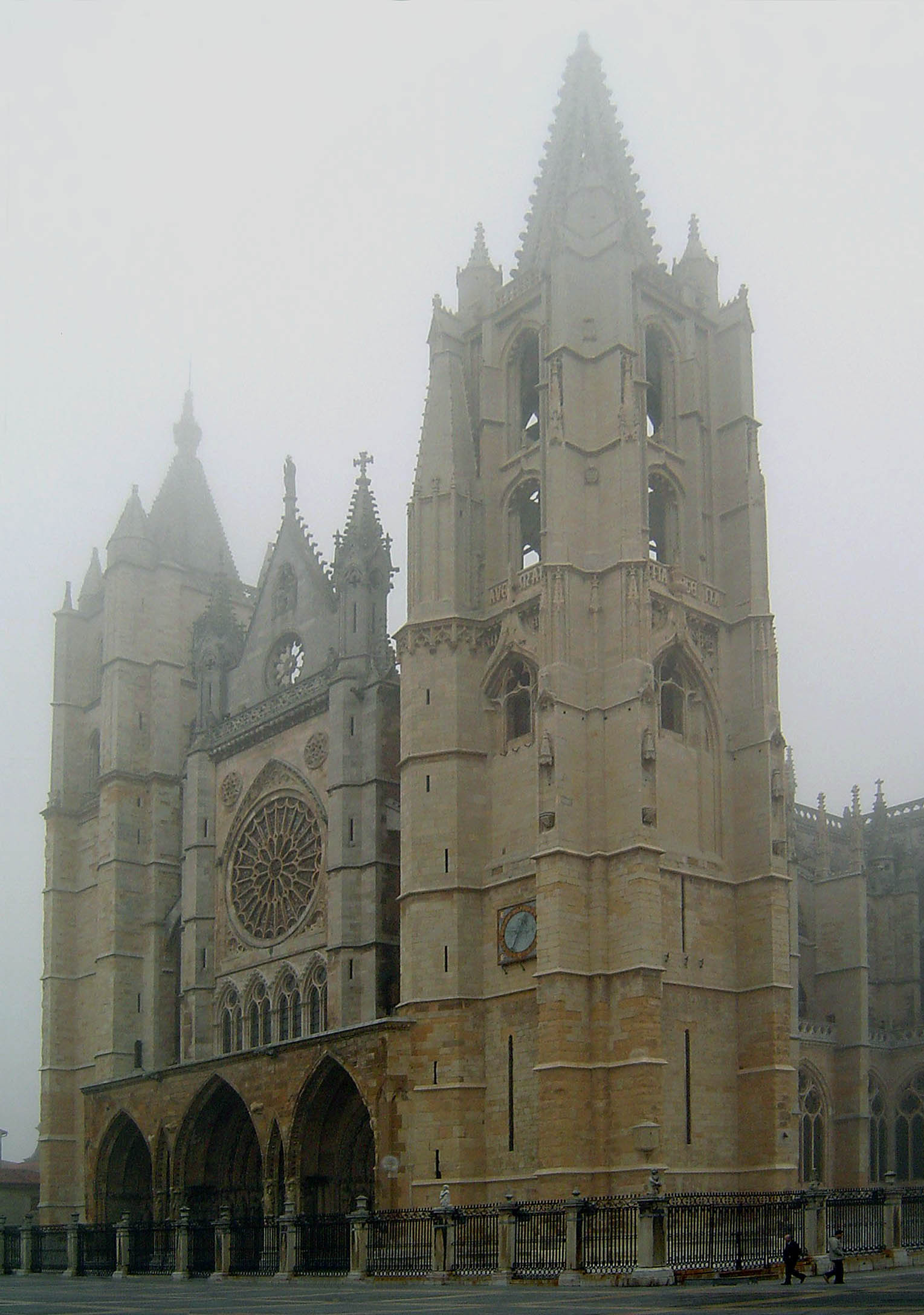
La Catedral de León fue una de las obras restauradas en plena época de retorno al gusto por la Edad Media

El periodismo será, desde la reforma de Javier de Burgos y, sobre todo, a partir de 1848, un referente nuevo de la vida social, política y cultural. Surgirán multitud de diarios y semanarios y la libertad de prensa, constantemente censurada por los distintos gobiernos, se abrirá paso a pesar de todo ante un fenómeno imparable que moverá masas, determinará gustos y promoverá debates, y cuya influencia será determinante. Se editarán periódicos en casi todas las capitales de provincia, pero serán Madrid, Barcelona, Sevilla, Cádiz y Valencia las que destaquen por el número de diarios y por sus tiradas.
El arte se verá muy influido por el romanticismo, con un retorno en la arquitectura al gusto por la Edad Media, con corrientes neogóticas e incluso neorrománicas, pero especialmente pobre en cuanto a realizaciones. La pintura estará representada por José Casado de Alisal, Federico Madrazo, Eduardo Rosales y Mariano Fortuny que aportarán el rostro más brillante del arte español en la época.
El pensamiento liberal de la época, muy influido en ocasiones por el krausismo y el racionalismo, será contrapesado con el conservador que, si bien no puede mantener las viejas estructuras absolutistas, sostendrá una pugna constante por lo que consideraba elementos esenciales: catolicismo, orden y monarquía. Los librepensadores se abrirán camino a través de una figura fundamental: Julián Sanz del Río, cuya obra tanto influirá posteriormente en Nicolás Salmerón y Francisco Giner de los Ríos.